# 梁育榮
梁育榮，BBS ，MH（1984年12月13日—），香港BC4級硬地滾球運動員。小學及中學均畢業於香港紅十字會雅麗珊郡主學校。他和余翠怡被譽為「香港殘奧六朝元老」。

## 簡歷
梁育榮出世時因先天性多發性關節彎曲經常出入醫院，直至中四開始他用心去練習硬地滾球，令他找到人生方向。
自2002年加入港隊，梁育榮一直是硬地滾球近年的表表者。他四度出戰殘奧、並於BC4級個人賽兩度封王、連續兩年獲勞倫斯體育頒獎禮提名為「年度最佳殘疾運動員獎」等等。

## 個人榮譽
- 2015及2016 連續兩年角逐勞倫斯世界體育獎最佳殘疾運動員提名「年度最佳殘疾運動員獎」

## 外部連結
- 梁育榮的Instagram帳戶